# Mand / Kone / Klovn
|  | Denne artikel er oprettet af botten Steenthbot ud fra en ekstern database. Den kan derfor have sproglige fejl eller mangler. Denne skabelon kan fjernes efter kontrol af indholdet. |

Mand / Kone / Klovn er en dansk dokumentarfilm fra 2016 instrueret af Alaya Riefensthal.

## Handling
Kaj og Margit har været kærester i 35 år. De mødte hinanden på teatret Den Blå Hest og har siden arbejdet sammen som klovne og er hinandens bedste legekammerater.

## Medvirkende
- Kaj Pedersen
- Margit Szlavik